# JWオートモーティヴ・エンジニアリング
JWオートモーティヴ・エンジニアリング (J.W. Automotive Engineering Ltd., 以下、JWA) は、かつて英国に存在したレーシングカーコンストラクター兼レースエントラント法人である。後にガルフ・リサーチ・レーシング (Gulf Research Racing Co.) へ名称変更した。メイク名はミラージュ (Mirage)、ガルフミラージュ (Gulf-Mirage) または単にガルフ (Gulf) と称した。

## 概要
1964年にフォード・モーター (Ford Motor Co., 以下、フォード) が英国フォードの子会社として設立したスポーツカーレース事業の運営法人をその前身としている。1967年の独立後はフォードからGT40事業を受託し、それが終了するとポルシェ (Dr. Ing. h.c. F. Porsche KG) のエントラントを受託して、どちらも委託元のメイクが好成績を上げることに貢献した。1972年からは独自のメイクであるミラージュでスポーツカーレース活動を続け、1975年のル・マン24時間に優勝するが、その年に解散し法的に消滅した。
活動全期間をガルフ石油 (Gulf Oil Co.) の資金により運営されており、運用車両はガルフのロゴマークとコーポレートカラーのライトブルーとオレンジに塗り分けられていた。名称の「JW」は2名の共同創業者の頭文字が同じであることにちなむ。

## 沿革

### 前史

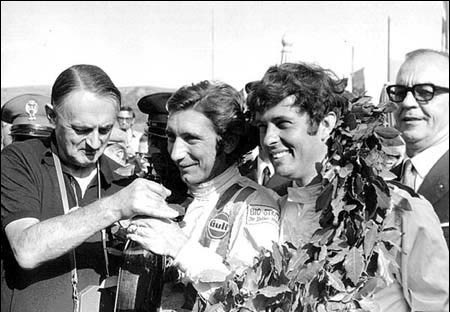
1970年度タルガ・フローリオでのジョン・ワイヤー (左端)

1964年4月に英国フォード子会社として発足したフォード・アドヴァンスド・ヴィークルズ (Ford Advanced Vehicles Ltd., 以下、FAV) を前身としている。この会社はフォード・モーター (以下、フォード) が国際スポーツカーレース事業の拠点として、英国のスラウに設立したGTコンストラクター兼レースエントラントである。準備活動は法人化前の1963年に始まっており、その時からの代表が前DBアストンマーティン監督のジョン・ワイヤー (John Wyer) であった。
FAVはGTの開発とシャシ製造を担いながら、公認生産スポーツカーのGT40を顧客向けに製造していたが、フォード本社のレース体制見直しにより1966年末をもって解散した。解雇となるワイヤーは知人のジョン・ウィルメント (John Willment) と共に英国フォードからFAVの資産を譲り受け、1967年初に創業したのがJWAである。ウィルメントは英国で有数のフォード販売店を経営する傍ら、フォード車やシェルビーアメリカン・コブラを運用するジョンウィルメント・レーシングチーム (以下、JWRT) の主宰でもあり、フォードはもとよりシェルビー・アメリカン (Shelby American Inc.) やホルマン&ムーディ (Holman & Moody Inc.)との人脈も強固な実業家である。JWRTは発展的に解散しJWAに吸収された。

### フォード・GT40コンストラクター時代 (1967年～1969年)
FAV解散から時をおかず看板を掛けかえる形で発足したJWAは、フォードからFAVが行っていた事業を受託し、間断なくGT40の製造販売を引き継いだ。
FAV最終年の1966年はフォード本社の方針で、レース活動はGT40を運用する個人チームを支援するのみであったが、独立して自由裁量を得たJWAはガルフ石油の資金提供を受け、GT40を基台にしたプロトタイプ・スポーツカー (以下、プロトタイプ) のミラージュ・M1を開発し、独自のレース活動を再開した。この年はフランコルシャン1000キロメートルに優勝するなどにより、ミラージュはプロトタイプによる製造者国際トロフィーで年間4位を得た。また引き続き個人チームを支援し、2年連続で公認生産車によるスポーツカー国際選手権をフォードが獲得することに貢献した。
公認生産車とプロトタイプに分割されていたタイトルは1968年から一本化されメイクス国際選手権となった。ただし参加クラスは公認スポーツカーが第6から第12クラス、プロトタイプスポーツカーが第6から第11クラスに制限され、大排気量のプロトタイプは参加資格を失った。JWAは引き続きプロトタイプでの参加を目論み、エンジンにはフォード資本下でコスワース・エンジニアリング (Cosworth Engineering Ltd.) が開発したDFV (V型8気筒) の供給を望んだが叶わず、 GT40の変型を公認取得して参加することとなった。この年は8戦参加してル・マン24時間を含む5勝を挙げ、フォードに年間優勝をもたらした。
1969年はGT40と前年から開発を続けていたプロトタイプのガルフミラージュ・M2 (クーペ) とM3 (ロードスター) を使い分けての参加となった。当初ガルフミラージュのエンジンはBRM・P101 (V型12気筒) であったが、期間後半にDFVの供給を受けられ、早々に替えた。この年も8戦に参加し、ル・マン24時間を含む2勝をGT40で挙げたことで、フォードはル・マン24時間の4連覇を達成した。またフォードからの受託事業も終了となった。

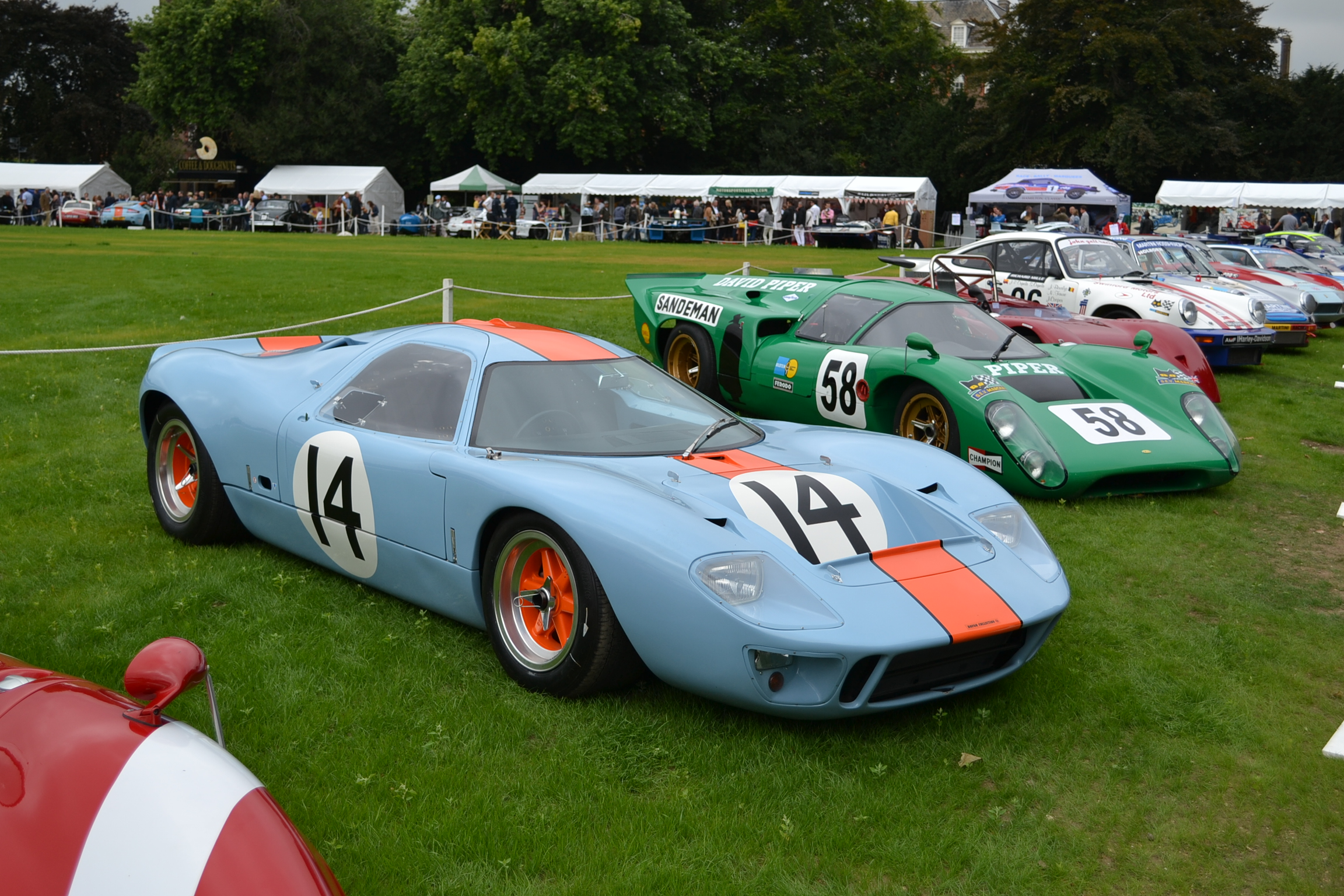
ミラージュ・M1
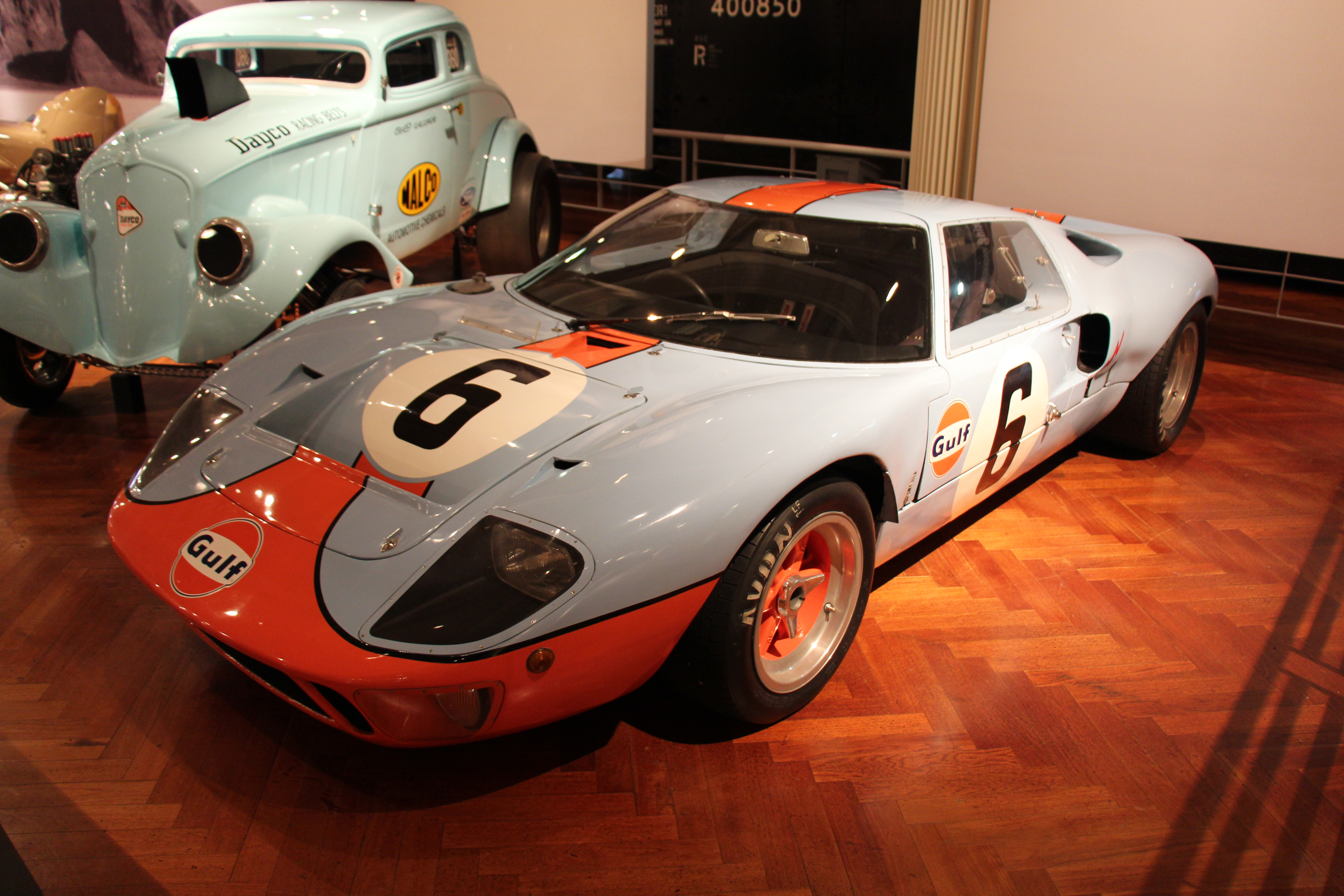
フォード・GT40
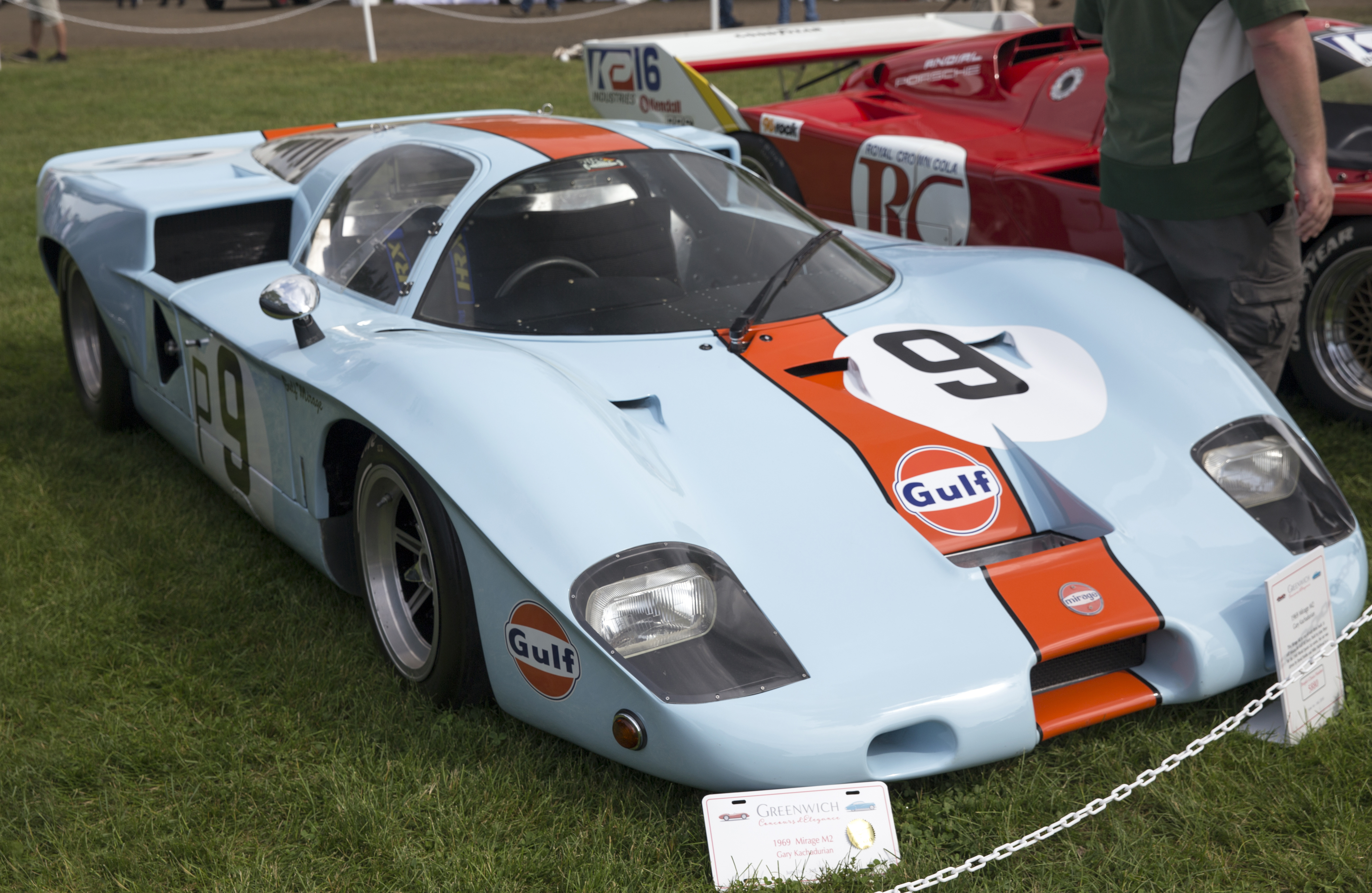
ガルフミラージュ・M2

### ポルシェ・エントラント時代 (1970年～1971年)
1970年はポルシェ (Dr. Ing. h.c. F. Porsche KG) と2年契約でポルシェ車でのメイクス国際選手権参加を受託した。両者が合意したのは前年9月であるが、JWAは最終契約に至らなかった場合の予防処置としてガルフミラージュ・M3のエンジンをGT40進化変型の302V8ガーニーウェズレイク (302 V-8 Gurney-Weslake) に替えたM4を計画し1台試作され11月に試走も行ったが、ポルシェとの契約が成立したため中止された。運用するポルシェ車はプロトタイプ・スポーツカーの908と公認生産スポーツカーの917である。前年にJWAが指摘した917の空力的欠点は、進化型エンジンフードを公認取得して是正されていた。この年のメイクス国際選手権には10戦参加して7勝を挙げ、JWAのそれだけでもポルシェの年間優勝に必要な得点を獲得しているが、ル・マン24時間は参加した3台の917が全て途中棄権し、優勝したのは他ポルシェ・エントラントの917であった。
1971年も同体制でレース参加し、メイクス国際選手権11戦中ポルシェ・エントラントでは最多の5勝を挙げ、ポルシェの年間優勝に最も貢献した。だがこの年もル・マン24時間は2位が最高位であり、優勝したのは他ポルシェ・エントラントの917であった。これでポルシェとの契約は終了した。
この2年間は自動車製造者の税制優遇処置を継続するため、フォーミュラ・フォードのミラージュ・M5の製造販売を行っていた。

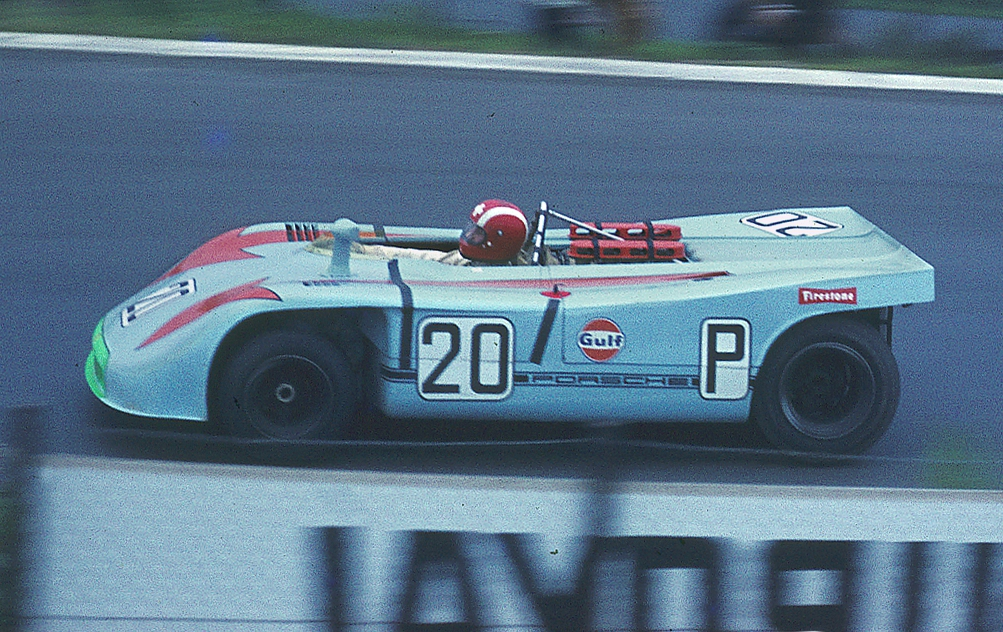
ポルシェ・908
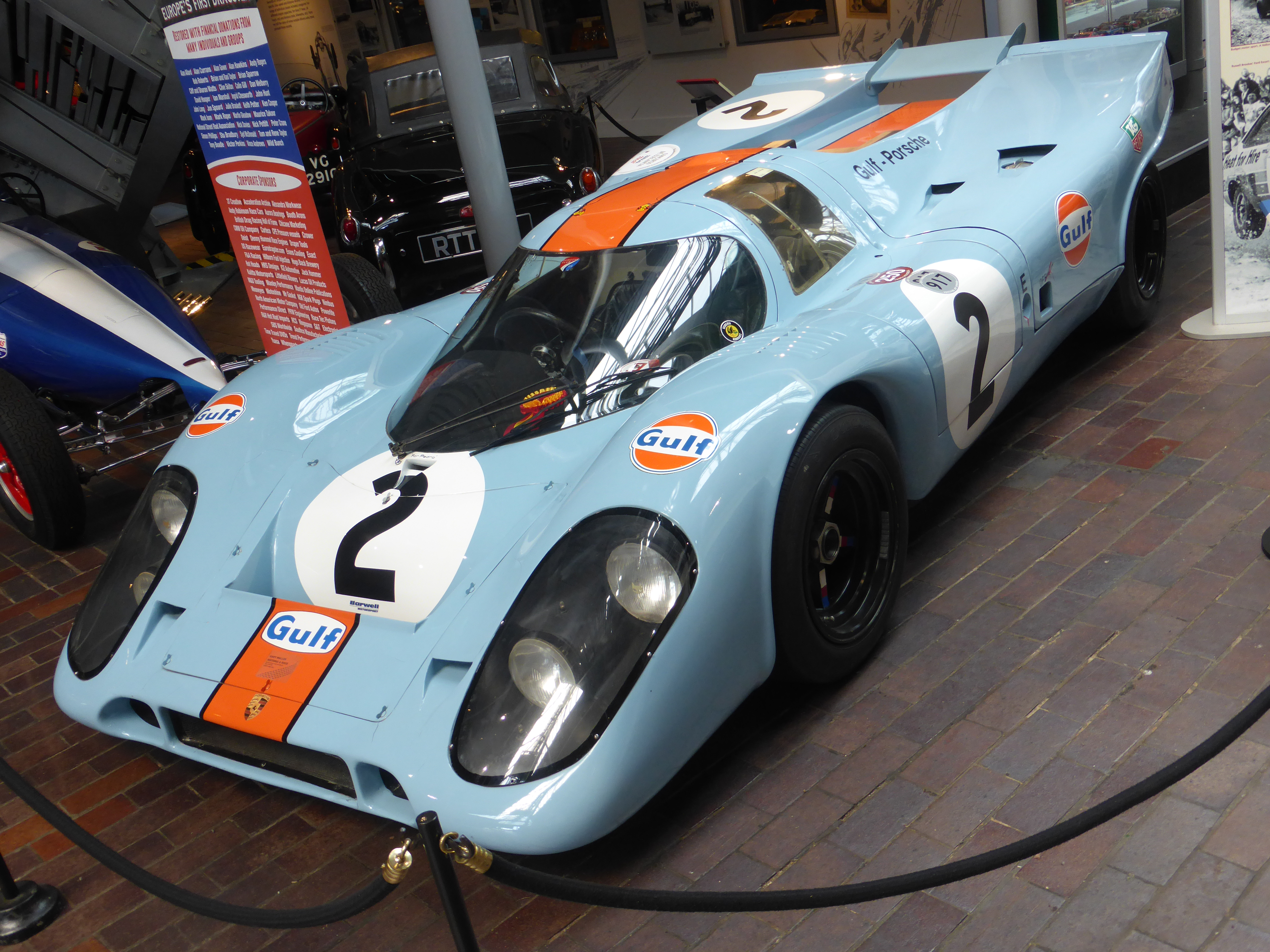
ポルシェ・917

### ガルフミラージュ時代 (1972年～1975年)
1972年からメイクス国際選手権はメイクス世界選手権に名称を改めた。また、国際モータースポーツ競技規則付則J項に変更があり、公認生産車のスポーツカーは廃止され、実験的競技車のプロトタイプ・スポーツカーが6年ぶりに名称をスポーツカーに戻した。これによりメイクス世界選手権は第11クラス以下のスポーツカーのみで競われることとなった。JWAではM3以来の独自スポーツカーであるガルフミラージュ・M6 (ロードスター) を開発しこれに参加することとした。エンジンはフォードと供給契約し、当面はDFVを使うがフォードがウェズレイク・リサーチアンドデヴェロップメント (Weslake Research and Development Ltd., 以下、ウェズレイク) に開発委託しているWRP-190 (V型12気筒) にも対応できるようシャシはホイールベースが異なる2種類で開発された。この年はメイクス世界選手権へ全6戦に参加し、グレン耐久6時間の3位とその他2戦で4位を獲得し、ガルフミラージュの年間順位は7位であった。
1973年はメイクス世界選手権へ全8戦に参加し、フランコルシャン1000キロメートルで1-2位を獲得した。その他2戦で4-5位を獲得、1戦で5位を獲得しガルフミラージュの年間順位は4位であった。WRP-190のテストをいくつかのレースの公開練習中に行い、ル・マン24時間に向けてロングテールクーペも用意したが、いずれもDFVのロードスターを上回れず実戦で使われることはなかった。これに関係して開発費の一部未払をめぐりフォードとJWAを相手取ったウェズレイクの訴訟に発展した。
1974年、設立以来の代表者であるジョン・ワイヤーが社業を退き、FAV時代からワイヤーの部下であったジョン・ホースマン (John Horsman) が実質的な代表となった。また、ガルフ石油 (Gulf Oil Co.) の意向により社名をガルフ・リサーチ・レーシング (Gulf Research Racing Co., 以下、GRR) に変更し、メイク名からミラージュを外しエンジンメイクのフォードを加えてガルフ・フォード (Gulf Ford) とした。車両は昨年から継続使用するが、型式名をM6からGR7へ変更した。この年のメイクス世界選手権へは8戦に参加し、1位こそ無かったものの上位で着実に完走し、マトラに次ぐ年間2位を獲得した。またDFVは振動が大きくスポーツカーレースには不向きといわれていたが、ル・マン24時間にDFVでは過去最高位の4位で完走した。
1975年は体制が大幅に縮小された。これは世界経済の低迷とスポーツカーレースが世間の関心を失いつつあることで、GRRの運営がガルフ石油の利益にならなくなってきたためである。本来であれば前年いっぱいで法人解散に至るところであったが、ル・マン24時間のみに集中することで解散を1年延長した。機材面では新型のGR8を開発し、既存のGR7は3台すべて売却された。2台はドイツのGELOレーシングチーム (GELO Racing Team) からメイクス世界選手権に参加し、ル・マン24時間はシリーズから外れているため選手権では唯一のミラージュ・メイクとなった。ほか1台は米国でフェラーリ販売や歴史的名車の再生販売の事業を行っているグランドツーリングカーズ (Grand Touring Cars Inc., 以下、GTC) へ売却された。ル・マン24時間にはGR8を2台体制で参加し、マトラ不参加の中リジェ、ポルシェと争い、1位と3位を獲得した。このほか米国におけるGTCのレース活動に1戦のみ共同参画した。
11月30日、法人は正式に解散し、フォード作業所時代から社屋としていたスラウ・トレーディングエステートから退去した。資材関係一切は他所へ移転保管されていたが、翌1976年3月にGTC代表のハーレー・クラックストン (Harley Cluxton) がそのすべてとミラージュのメイク権利を購入し、ホースマン他旧GRR人員の支援を受けル・マン24時間参戦事業を引き継いだ。

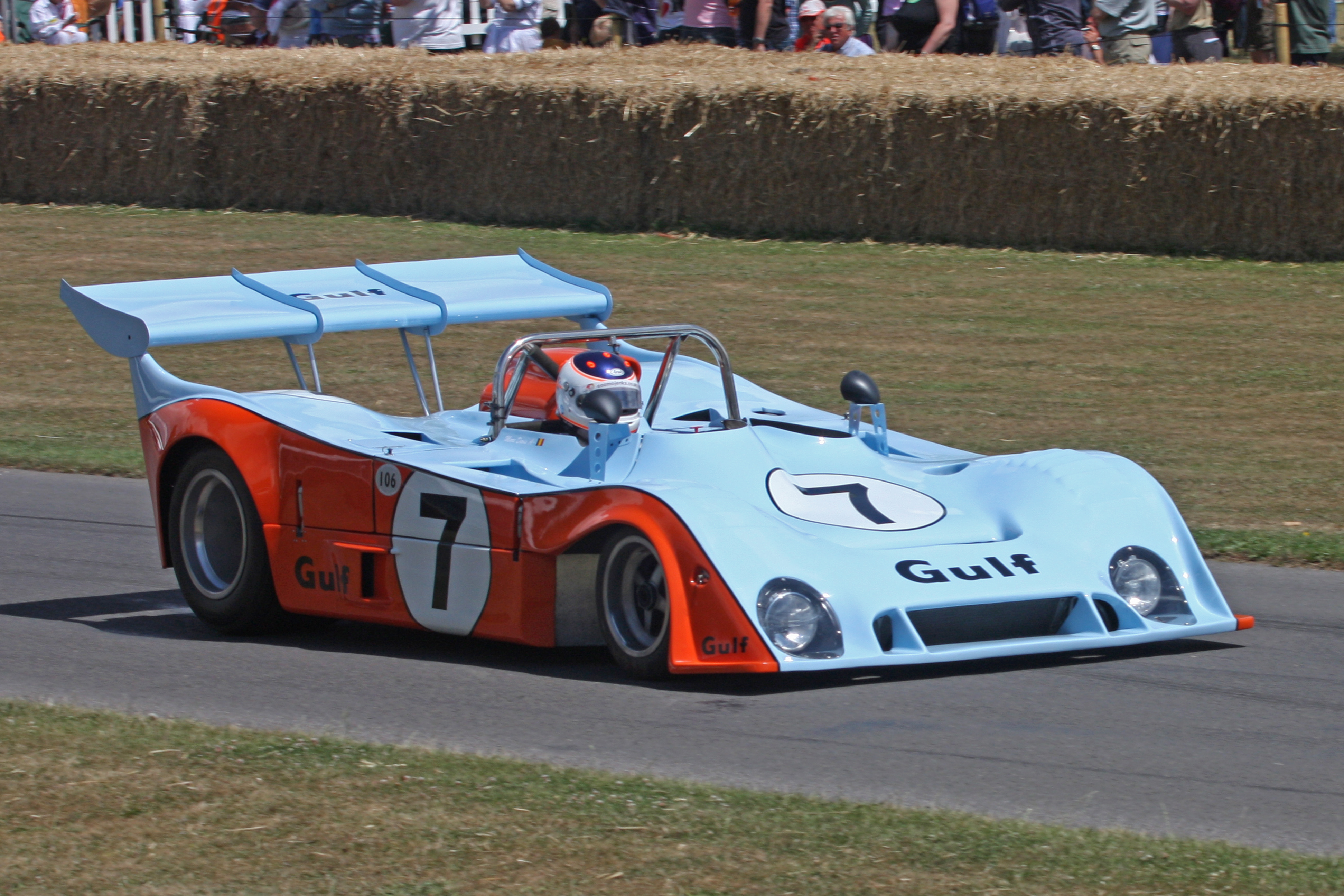
ガルフミラージュ・M6/ガルフ・フォード・GR7
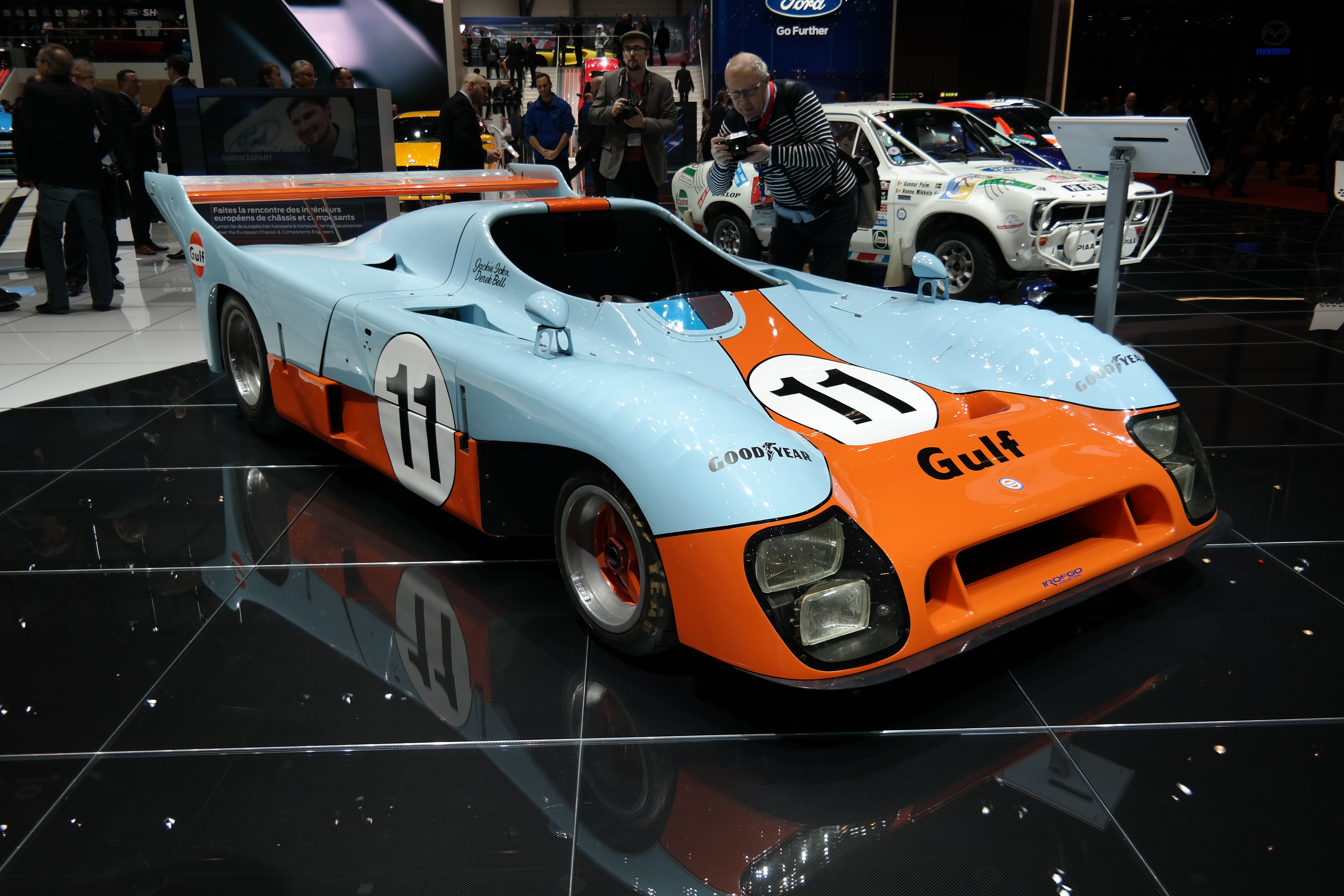
ガルフ・フォード・GR8